# Cristina Petite

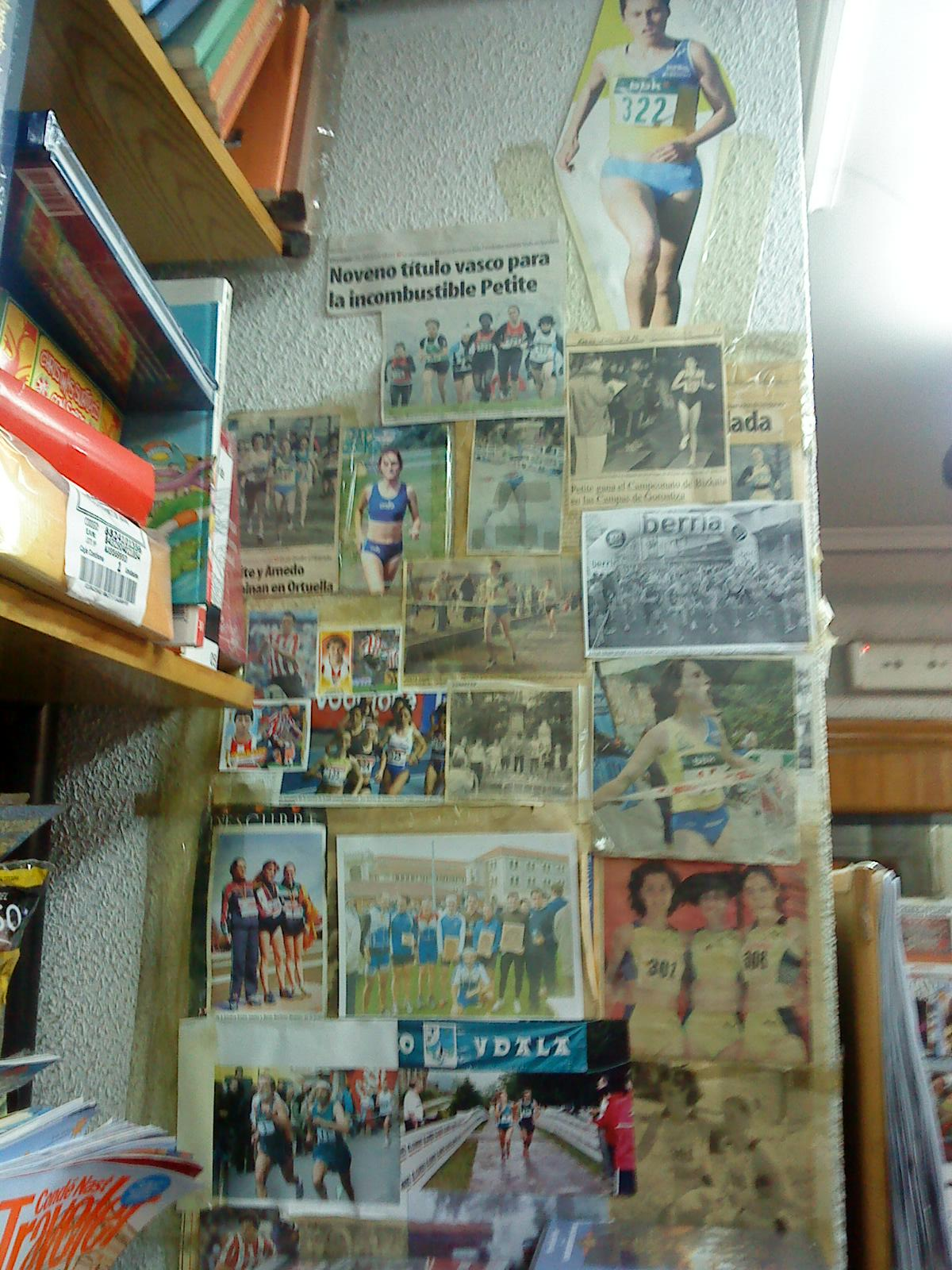
Collage sobre Cristina Petite realizado por un admirador.

María Cristina Petite León (1972- ) es una atleta española especializada en las distancias de 3.000 y 5.000 metros.

## Biografía
Cristina Petite nació el 10 de mayo de 1972 en la localidad vizcaína de Baracaldo. Junto a su familia residió en Matiena, el barrio urbano de Abadiano, pasando luego a al pequeña localidad vecina de Garai. Comenzó a correr en Durango y combinó la pista cubierta con el cross.
En 1999 gana la prueba de 3.000 metros del Campeonato de España y alcanzar los títulos de Euskadi de 1.500 y 3.000 metros, además del provincial y autonómico de Cross, acudiendo al Campeonato del Mundo de Atletismo en Pista Cubierta donde obtiene el séptimo puesto en la prueba de 3.000 metros. en el Campeonato Europeo de Atletismo en Pista Cubierta de 2002 consiguió la décima posición.
En campo a través, fue mundialista en cinco ocasiones (Marrakesch, Belfast, Vilamoura, Ostende y Lausanne) y en nueve ocasiones fue campeona de Euskadi de cross. Participó en los Juegos Olímpicos de Atlanta en 1996 en la prueba de 5.000 metros no pudiendo clasificarse, por muy poco, para los Juegos Olímpicos de Sídney en 2000.
Cristina Petite, casada y con dos hijos, se mantiene la especialidad de cross proclamándose campeona de Euskadi en febrero de 2010 en la prueba realizada en Amorebieta.

## Mejores marcas personales
Pista descubierta
- 1.500 Metros 	4:15.05	Baracaldo 19/06/1996
- 3.000 Metros 	8:59.38	Sevilla 30/05/1998
- 5.000 Metros 	15:23.23 Heusden-Zolder (Bélgica) 14/07/2001
- 10.000 Metros 	33:32.5	 Gijón 12/08/2000

Pista cubierta
- 1.500 Metros 	4:17.48	Sevilla	03/02/2001
- 3.000 Metros 	8:52.85	Maebashi (Japón) 07/03/1999